# Mariluz (Paraná)
Mariluz est une municipalité brésilienne située dans l'État du Paraná.